# فرانسیس به مسابقات می‌رود
فرانسیس به مسابقات می‌رود (به انگلیسی: Francis Goes to the Races) یک فیلم سینمایی آمریکایی کمدی سیاه‌وسفید محصول سال ۱۹۵۱ میلادی از کمپانی یونیورسال استودیوز به کارگردانی آرتور لوبین است. بازیگران اصلی این فیلم دانالد اوکانر، پایپر لوری، چارلز سالیوان و سسیل کلاوای می‌باشند.

## فیلمبرداری
فیلمبرداری اصلی از نوامبر ۱۹۵۰ آغاز شد. محل فیلمبرداری این فیلم در مسابقه اتومبیلرانی سانتا آنیتا فیلمبرداری شده است.